# Symphonieorchester Wilde Gungl München

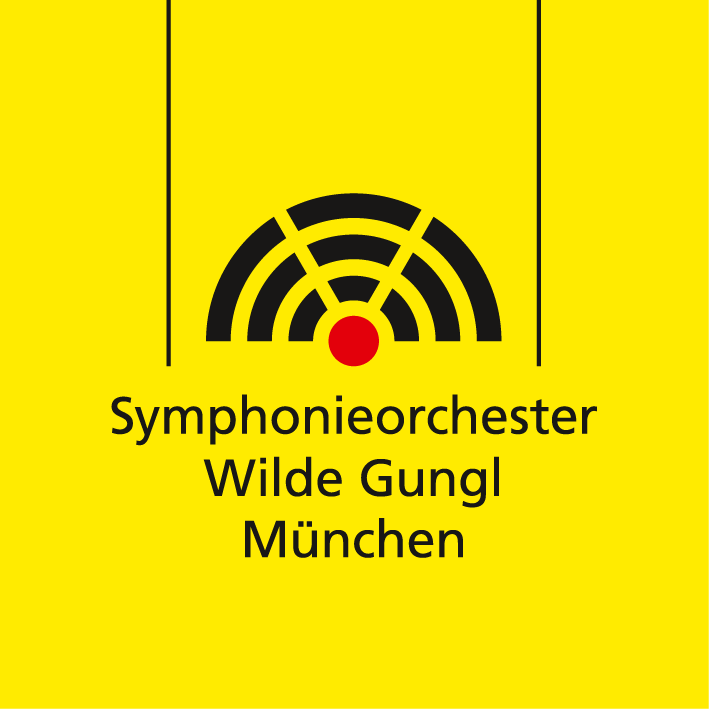
Logo des Orchesters

Das Symphonieorchester Wilde Gungl München (Münchner Orchesterverein Wilde Gungl e. V.) ist eines der ältesten Liebhaberorchester Deutschlands mit Sitz in München. Es wurde im Dezember 1864 von Mitgliedern der Münchener Liedertafel gegründet. Pro Jahr spielt das Orchester ungefähr vier Konzerte, beispielsweise im Herkulessaal, im Brunnenhof der Residenz, im Prinzregententheater und in Schönbrunn bei Dachau.

## Geschichte
1864 bewunderten Mitglieder der Münchner Liedertafel die angesehene Kapelle des deutsch-ungarischen Walzerkomponisten Josef Gung’l, der unter anderem 1868 bis 1869 auch erster Chefdirigent der Bad Reichenhaller Philharmonie war. Ernst (Ritter von) Rutz war Gründer und Dirigent des Orchesters. In Anlehnung an das große Vorbild nannte sich das anfangs kleine Ensemble mit Musikern aus eigenen Reihen die „Wilde“ Gungl.
Seit 1875 arbeiten professionelle Dirigenten mit dem Orchester. Der erste von ihnen war kein Geringerer als Franz Strauss, der Vater von Richard Strauss.
Heute weist das Symphonieorchester ein buntes Repertoire von Werken vieler Epochen auf. Uraufführungen sind keine Seltenheit: Das berühmt gewordene Mitglied Richard Strauss widmete viele seiner Jugendwerke der Wilden Gungl. Erste Aufführung eines Werkes von Richard Strauss durch die Wilde Gungl war 1880.
Von 1940 bis 1948 gab es keine öffentlichen Aufführungen, der Festsaal des Bayerischen Hofs, seit ca. dem Jahr 1900 von der Wilden Gungl als Konzertort genutzt, wurde im Jahr 1944 zerstört. Im Oktober 1947 begann man wieder mit der Probenarbeit, am 13. Dezember 1949 fand das erste Konzert im Amerika-Haus (München) – damals noch in der Arcisstraße – nach dem Zweiten Weltkrieg statt.
Seit den 1970er Jahren komponiert der Orff-Schüler Wilfried Hiller Werke speziell für die Wilde Gungl, die dann vom Orchester uraufgeführt werden. 
Ehrendirigent Jaroslav Opěla leitete 45 Jahre lang das Symphonieorchester Wilde Gungl. Ihm folgten Michele Carulli (2015 – 2022) und Allan Bergius (2022 – 2023) nach. Seit Frühjahr 2023 ist Jesús Ortega Martínez Künstlerischer Leiter des Orchesters.

## Das Orchester
Aktuell besteht das Orchester aus ca. 100 aktiven sowie passiven Mitgliedern und ungefähr 10 Gästen. In den Konzerten spielen um die 65 bis 70 Musiker in klassischer Symphonieorchester-Besetzung. Die Mitglieder sind fast ausnahmslos ambitionierte Liebhabermusiker aller Altersstufen und Berufsgruppen. Das Orchester probt kontinuierlich jede Woche mindestens einmal. Regelmäßig finden Register- und Sonderproben statt. Das Repertoire der Wilden Gungl umfasst heute die klassisch-romantische Literatur und ausgewählte Stücke der Moderne. In der Gründungszeit wurden hauptsächlich Werke der Tanz- und Unterhaltungsmusik aufgeführt, jedoch erfolgte schrittweise eine stärkere Hinwendung zur symphonischen Musik.
Der gemeinnützige Verein wird ohne Sponsorengelder finanziert. Das Orchester probt seit 1967 im Hansa Haus, München.

## Dirigenten
- 1864 bis 1872: Ernst (Ritter von) Rutz, Gründer des Vereins, 1. Violine und Viola, Mitglied 1864–1909, seit Juni 1890 Ehrenmitglied[3][5][6]
- 1872 bis 1875: Josef von Prätorius, Viola[3][5][6]
- 1875 bis 1896: Franz Strauss, seit Mai 1876 Ehrenmitglied[3][5][6][4]
- 1896 bis 1899: Hermann Bischoff, seit November 1899 Ehrenmitglied[5][4]
- 1899 bis 1900: Felix Schreiber[5]
- 1901 bis 1903: Theodor Sachsenhauser[5][4]
- 1903 bis 1905: Hermann Abendroth, seit Juni 1904 Ehrenmitglied[5][4]
- 1905 bis 1907: Gustav Drechsel[5][4]
- 1907 bis 1910: August Haindl[5][4]
- 1910 bis 1913: Georg Hild[5][4]
- 1914 bis 1924: Josef Zimbauer[5][4]
- 1924 bis 1957: Heinrich Knappe[5][4]
- 1957 bis 1963: Klauspeter Seibel[7][4]
- 1963 bis 1964: Reinhard Linz[7]
- 1965 bis 1969: Cornelius Eberhardt[7][8][4]
- 1969 bis 2014: Jaroslav Opěla[8][9][10][11][11][12], Ehrendirigent
- 2015 bis 2022: Michele Carulli[13]
- 2022 bis 2023: Allan Bergius[14]
- seit Frühjahr 2023: Jesús Ortega Martínez[15]

## Bekannte Mitglieder
- Josef Resch, Kunstmaler, 2. Violine, 1871 bis ca. 1893, seit Oktober 1889 Ehrenmitglied
- Richard Strauss, Komponist, 1. Violine, 1882 bis 1885 (mit kurzer Unterbrechung)
- Familie von Carl Orff: Sein Großvater mütterlicherseits, Karl Köstler, war Gründungsmitglied[16] und Fagottist, seit März 1878 Ehrenmitglied[6], sein Vater Heinrich Orff ab 1897 jahrzehntelang Bratschist und im Ausschuss als Tafelmeister aktiv[17], seit November 1929 Ehrenmitglied[5] bei der Wilden Gungl.

## Uraufführungen
- Richard Strauss: Gavotte Nr. 4 D-Dur o.op. 59, 29. Mai 1880, Gasthof "Zu den drei Rosen" am Rindermarkt[3]
- Richard Strauss: Festmarsch Nr. 2 D-Dur o.op. 84, 1885, Gasthof "Zu den drei Rosen" am Rindermarkt[3]
- Richard Strauss: Festmarsch C-Dur o.op. 87, „Festmarsch, der „Wilden Gung'l“ zur XXV-jährigen Jubelfeier gewidmet und componirt von Richard Strauß, kgl. bayr. Hofmusikdirector. –“, 1. Februar 1889, Gasthof "Zu den drei Rosen" am Rindermarkt[18]
- Paul Graener: Klavierkonzert op. 72, 1927[19]
- Richard Würz: Japanischer Frühling, 6 Gesänge mit Orchester, 1933[19]
- Josef Suk: Praga – Symphonische Dichtung op. 26, 16. April 1970, Herkulessaal der Residenz (Dt. Erstaufführung)[19]
- Wilfried Hiller: Nachtgesang, 4. Mai 1975, Herkulessaal der Residenz[19]
- Fritz Goller: Sonnengesang des hl. Franz von Assisi, 12. November 1978 und 19. November 1978, St. Martin Deggendorf und Oberaltach-Basilika[19]
- Luboš Fišer: Labyrinth, 10. Dezember 1978, Herkulessaal der Residenz[19]
- Wilfried Hiller: Goggolori-Suite, 19. Dezember 1984, Herkulessaal der Residenz[19]
- Wilfried Hiller: Der Geigenseppel, 9. Dezember 1989, Herkulessaal der Residenz (nach einem Gedicht von Wilhelm Busch und Melodien von Josef Gung'l)[19]
- Wilfried Hiller: Rattenfängersuite, 3. Dezember 1994, Herkulessaal der Residenz[19]
- Ivo Vyhnalek: La Mandragola ("Petite Rossiniosophie"), 2. Dezember 1995, Herkulessaal der Residenz (Jaroslav Opela gewidmet)[19]
- Wilfried Hiller: Nachtgesang (Uraufführung der Fassung 2004), 11. Dezember 2004, Herkulessaal der Residenz[19]
- Wilfried Hiller: Skulpturen der Liebe – Ein musikalisches Portrait der Bildhauerin Antje Tesche-Mentzen, 7. Dezember 2014, Philharmonie im Gasteig[20]
- Pere P. Ripoll: Geburtstagspolka, 12. Mai 2024, Prinzregententheater, München; anlässlich des 160-jährigen Vereinsjubiläums[21]

## Solisten (Auswahl)
Das Orchester bietet sowohl Profimusikern als auch jungen Talenten Auftrittsmöglichkeiten, die den Erfolg und ihre Bekanntheit steigern. Ein Querschnitt durch die Jahrzehnte: 1994: Jonas Kaufmann, Tenor; 1991: Ana Chumachenco, Violine; 1992, 2001, 2004 und 2005: Radoslaw Szulc, Violine; 2001, 2004 und 2006: Hermann Menninghaus, Viola; 2008: Maximilian Hornung, Violoncello; 2006, 2008 und 2010: Mariella Haubs, Violine; 2010: Valentina Babor; 2011 und 2019: Ivanna Ternay, Flöte; 2012 und 2014: Viola Wilmsen, Oboe; 2014: Adrian Goicoechea Selfjord, Violine; 2015: Raphaela Gromes, Violoncello; 2016: Marie-Luise Modersohn, Oboe; 2017: Valentin Hammerl, Trompete; 2017: Julita Smoleń, Violine, und Giovanni Menna, Viola; 2018: Susann Král, Oboe; 2018: Sandro Ivo Bartoli, Klavier; 2021: Lewin Creuz, Violine; 2022: Julia Rinderle, Klavier; 2023: Verena Kronbichler; 2024: Thomas Scherbel, Orgel; 2024: Henri Bonamy, Klavier.
Eine lange Kooperation verbindet das Orchester mit dem Staffelseechor Murnau.

## Auszeichnungen und Mitgliedschaften
- 1969 (erstmalige) Verleihung der Pro-Musica-Plakette[22] durch den Bundespräsidenten Gustav Heinemann „[...] als Auszeichnung für die [...] Verdienste um die Pflege des instrumentalen Musizierens und damit um die Förderung des kulturellen Lebens; Bonn, den 22. November 1969“
- 1996 von den Turmschreibern mit dem Bayerischen Poetentaler[23] ausgezeichnet
- Mitglied im Bundesverband Deutscher Liebhaberorchester (BDLO)
- Mitglied im Arbeitsgemeinschaft Münchner Laienorchester (AMLO)
- Mitglied im Landesverband Bayerischer Liebhaberorchester (LBLO)
- Mitglied im Hansa e.V. München
- Mitglied der Richard-Strauss-Gesellschaft
- Mitglied in der Vereinigung der Freunde Münchens

## Diskografie
- Der unbekannte Richard Strauss Vol. 1 (Frühe Orchesterwerke, "Die Jahre mit der wilden Gung'l"), Koch/Schwann 3-1533-2, 1997
- Heiteres Opernkonzert 2004 im Prinzregententheater (140 Jahre Orchester Wilde Gungl), Wilde Gungl WG 8. Februar 2004, 2004
- Jubiläumskonzert „150 Jahre Wilde Gungl“ 2014, Philharmonie im Gasteig, Wilde Gungl 7. Dezember 2014, Live-Mitschnitt (DVD und Audio-CD)